# Друга квадратична форма
Друга квадратична форма в диференціальній геометрії
це квадратична форма на дотичній площині гладкої поверхні в тривимірному евклідовому просторі, зазвичай позначається {\displaystyle \mathrm {I\!I} }. Разом з першою фундаментальною формою, вона використовується для визначення зовнішніх інваріантів поверхні та її головних кривин. Поняття другої квадратичної форми узагальнюється на гладкі гіперповерхні в рімановому многовиді.

## Випадок поверхні вR3{\displaystyle \mathbb {R} ^{3}}

### Мотивація
Друга фундаментальна форма параметрично заданої поверхні {\displaystyle S} в {\displaystyle \mathbb {R} ^{3}} була введена і вивчена Гаусом. Припустимо спочатку, що графіком поверхні є двічі безперервно диференційована функція {\displaystyle z=f(x,y)}, і, що площина {\displaystyle z=0} буде дотичною площиною до поверхні в початку координат. Тоді {\displaystyle f} і його часткова похідна {\displaystyle s} по відношенню до {\displaystyle x} і {\displaystyle y} обернеться в нуль в {\displaystyle (0,0)}. Таким чином, ряд Тейлора функції {\displaystyle f} в точці {\displaystyle (0,0)} починається з квадратичних членів:
{\displaystyle z=L{\frac {x^{2}}{2}}+Mxy+N{\frac {y^{2}}{2}}+\ \ } доданки вищого порядку
і друга фундаментальна форма на початку координат в координатах {\displaystyle x}, {\displaystyle y} є квадратична форма
{\displaystyle L\,{\text{d}}x^{2}+2M\,{\text{d}}x\,{\text{d}}y+N\,{\text{d}}y^{2}.\,}
Для гладкої точки {\displaystyle P} на {\displaystyle S}, можна вибрати систему координат таким чином, щоб площина {\displaystyle z=0} проходила була дотичною до поверхні {\displaystyle S} в точці {\displaystyle P}, тому можна визначити другу фундаментальну форму таким же чином.

### Класичний запис
Друга фундаментальна форма загальної параметрично заданої поверхні визначається наступним чином. Нехай {\displaystyle \mathbf {r} =\mathbf {r} (u,v)} буде регулярною параметризацією поверхні в {\displaystyle \mathbb {R} ^{3}}, де {\displaystyle \mathbf {r} } є гладкою вектор-функцією від двох змінних. Вона є спільною для часткових похідних {\displaystyle \mathbf {r} } по {\displaystyle u} і {\displaystyle v}, які позначаються як {\displaystyle \mathbf {r} _{u}} і {\displaystyle \mathbf {r} _{v}}. Регулярність параметризації {\displaystyle \mathbf {r} _{u}} і {\displaystyle \mathbf {r} _{v}}, означає, що вони лінійно незалежні для будь-якої точки {\displaystyle (u,v)} в області {\displaystyle \mathbf {r} }, і, отже, породжують дотичну площину {\displaystyle S} в кожній точці. Це рівнозначно тому, що векторний добуток {\displaystyle \mathbf {r} _{u}\times \mathbf {r} _{v}} буде ненульовим вектором нормалі до поверхні. Таким чином, параметризація визначає поле одиничного вектора нормалі {\displaystyle \mathbf {n} }:
{\displaystyle \mathbf {n} ={\frac {\mathbf {r} _{u}\times \mathbf {r} _{v}}{|\mathbf {r} _{u}\times \mathbf {r} _{v}|}}.}

## Друга квадратична формаn{\displaystyle n}-мірної поверхні
Друга квадратична форма {\displaystyle n}-мірної поверхні, вкладеної в простір {\displaystyle \mathbb {R} ^{n+1}}, — квадратична форма, що задає нормальну кривину. Нехай {\displaystyle \mathbf {n} } — нормальний вектор в точці {\displaystyle P}, а {\displaystyle \mathbf {r} \colon \mathbb {R} ^{n}\rightarrow \mathbb {R} ^{n+1}} — локальна карта поверхні в точці {\displaystyle P}.Тоді друга квадратична форма обчислюється за формулою {\displaystyle q_{ij}=\left(\mathbf {n} ,{\frac {\partial ^{2}\mathbf {r} }{\partial x^{i}\partial x^{j}}}\right)}.
Нормальна кривина {\displaystyle k_{n}} за напрямом {\displaystyle \mathbf {u} } обчислюється за формулою {\displaystyle {\frac {q(\mathbf {u} ,\mathbf {u} )}{g(\mathbf {u} ,\mathbf {u} )}}}, де {\displaystyle g} — перша квадратична форма.
Теорема. Всі лінії на поверхні, що проходять через точку {\displaystyle M} поверхні зі спільною дотичною, мають одну і ту ж нормальну кривину.
Відзначимо також, що в так званих Нормальних перетинах поверхні, що проходять через вектор нормалі, напрям цього вектора збігається з напрямком головної нормалі до лінії на поверхні, що лежить в цьому перетині, так що нормальна кривина збігається з кривиною цієї лінії. Зазвичай радіус кривини нормального перетину поверхні береться з протилежним знаком.